# The Chipmunks Sing the Beatles Hits
The Chipmunks Sing the Beatles Hits es un álbum tributo de Alvin and the Chipmunks cantando hits de The Beatles. Fue originalmente lanzado en 1964 por Liberty Records en vinilo y consiste de versiones de los primeros temas de la banda inglesa. En 1982, fue relanzado (aunque no contenía las canciones "Twist and Shout" y "I Saw Her Standing There") por la misma compañía. Una versión en CD (que sí contenía las 12 canciones) fue lanzado en 1987 por EMI-Manhattan y fue relanzado en 1995 tanto en CD como en casete por Capitol Special Products. El álbum fue relanzado una vez más en CD en 2008.
Se lanzó un sencillo para promocionar el álbum ("All My Loving" con "Do You Want to Know a Secret") y un EP en estéreo con 6 canciones. En reediciones posteriores, la canción "Do You Want to Know a Secret" tenía el primer acorde parcialmente cortado.

## Producción
La mezcla en estéreo imitaba al estéreo presente en los primeros álbumes de The Beatles. Los instrumentos por un canal y la lírica por el canal inverso.

## Lista de canciones
Todas las canciones escritas y compuestas por Lennon-McCartney, excepto Twist and Shout. 
| Lado 1 |                                |                          |          |  |
| N.º    | Título                         | Escritor(es)             | Duración |  |
| 1.     | «All My Loving»                | Lennon-McCartney         | 2:20     |  |
| 2.     | «Do You Want to Know a Secret» | Lennon-McCartney         | 2:04     |  |
| 3.     | «She Loves You»                | Lennon-McCartney         | 2:14     |  |
| 4.     | «From Me to You»               | Lennon-McCartney         | 1:57     |  |
| 5.     | «Love Me Do»                   | Lennon-McCartney         | 2:18     |  |
| 6.     | «Twist and Shout»              | Phil Medley-Bert Russell | 2:38     |  |
| 13:31  |                                |                          |          |  |

| Lado 2 |                            |                  |          |  |
| N.º    | Título                     | Escritor(es)     | Duración |  |
| 1.     | «A Hard Day's Night»       | Lennon-McCartney | 2:47     |  |
| 2.     | «P.S. I Love You»          | Lennon-McCartney | 2:20     |  |
| 3.     | «I Saw Her Standing There» | Lennon-McCartney | 2:57     |  |
| 4.     | «Can't Buy Me Love»        | Lennon-McCartney | 2:07     |  |
| 5.     | «Please Please Me»         | Lennon-McCartney | 2:04     |  |
| 6.     | «I Want to Hold Your Hand» | Lennon-McCartney | 2:36     |  |
| 14:51  |                            |                  |          |  |